# Viorica Cherecheș
Viorica Cherecheș (n. 5 octombrie 1955, Baia Mare, România) este o politiciană română, aleasă deputat în 2016. 
În prezent este medic primar la Spitalul de Boli Infecțioase și Psihiatrie Baia Mare, la care a activat din luna octombrie a anului 1980. A fost manager al acestui spital din anul 2001 până în anul 2016, timp de 15 ani.
Din anul 2016, de când a fost ales deputat de Maramureș, a luat cuvântul de 4 ori, a depus 65 de declarații politice scrise și a semnat 73 de propuneri legislative ale altor colegi, din care 26 au devenit legi. A participat la 77 de întrebări și interpelări și la 26 de moțiuni.